# ITV威爾斯

ITV威爾斯的播出區域

ITV威爾斯（ITV Cymru Wales），舊稱夏力電視（Harlech Television）或HTV威爾斯（HTV Wales），是英國獨立電視網在威爾斯的執照區域。2014年，英國新設這一電視執照區域。ITV威爾斯的前身是ITV威爾士和西部。ITV威爾斯每週製作約6小時的地方新聞，其中包括每週一至週五18點至18點30分播出的Wales at Six。並為S4C製作威爾斯語的節目。